# Lycoperdininae

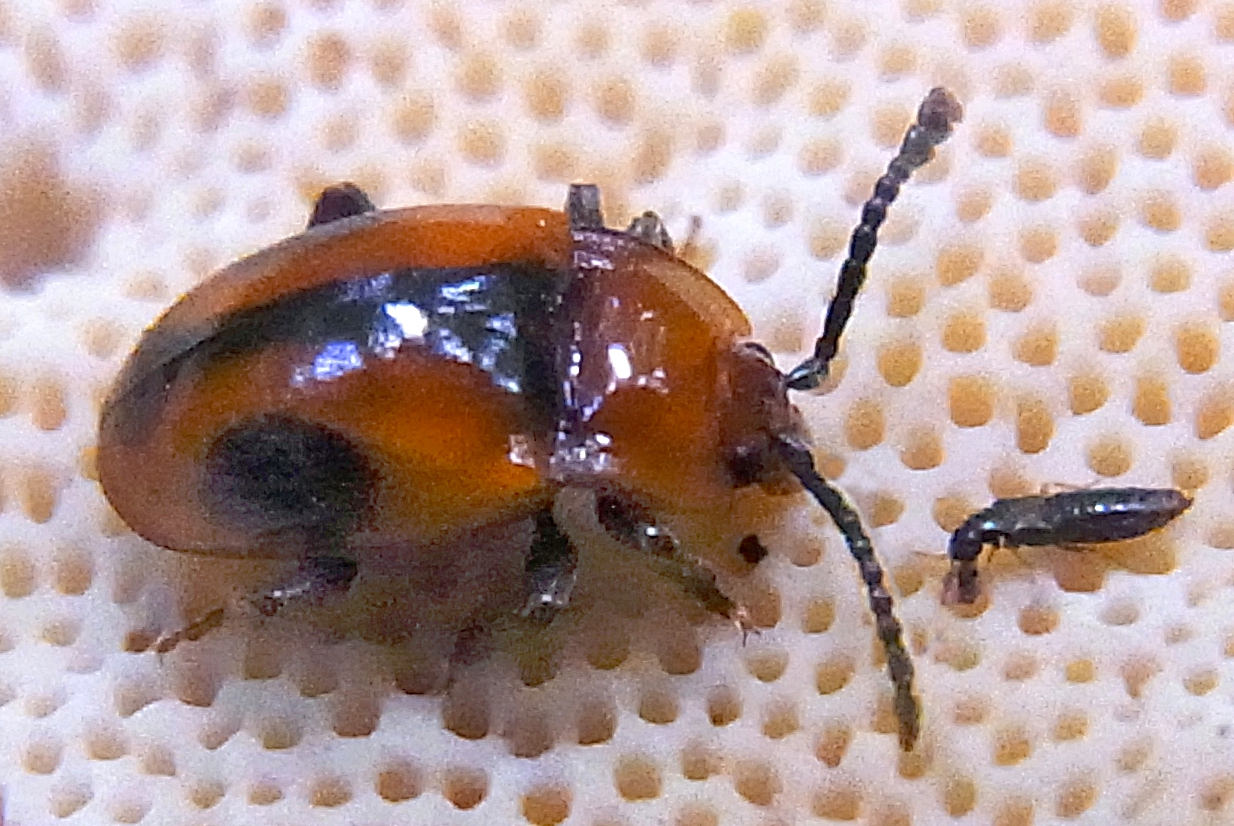
Niepokazek

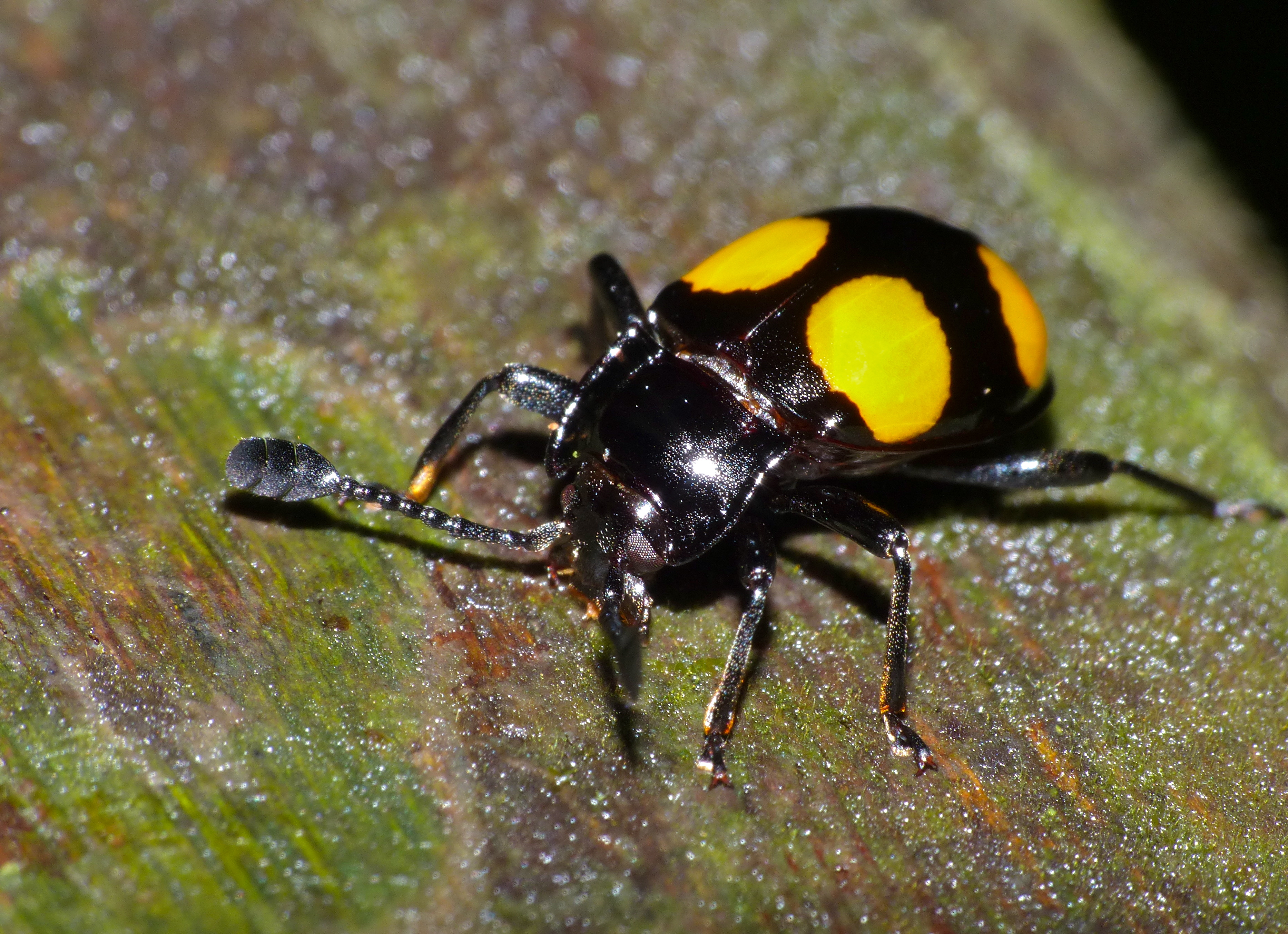
Eumorphus quadriguttatus

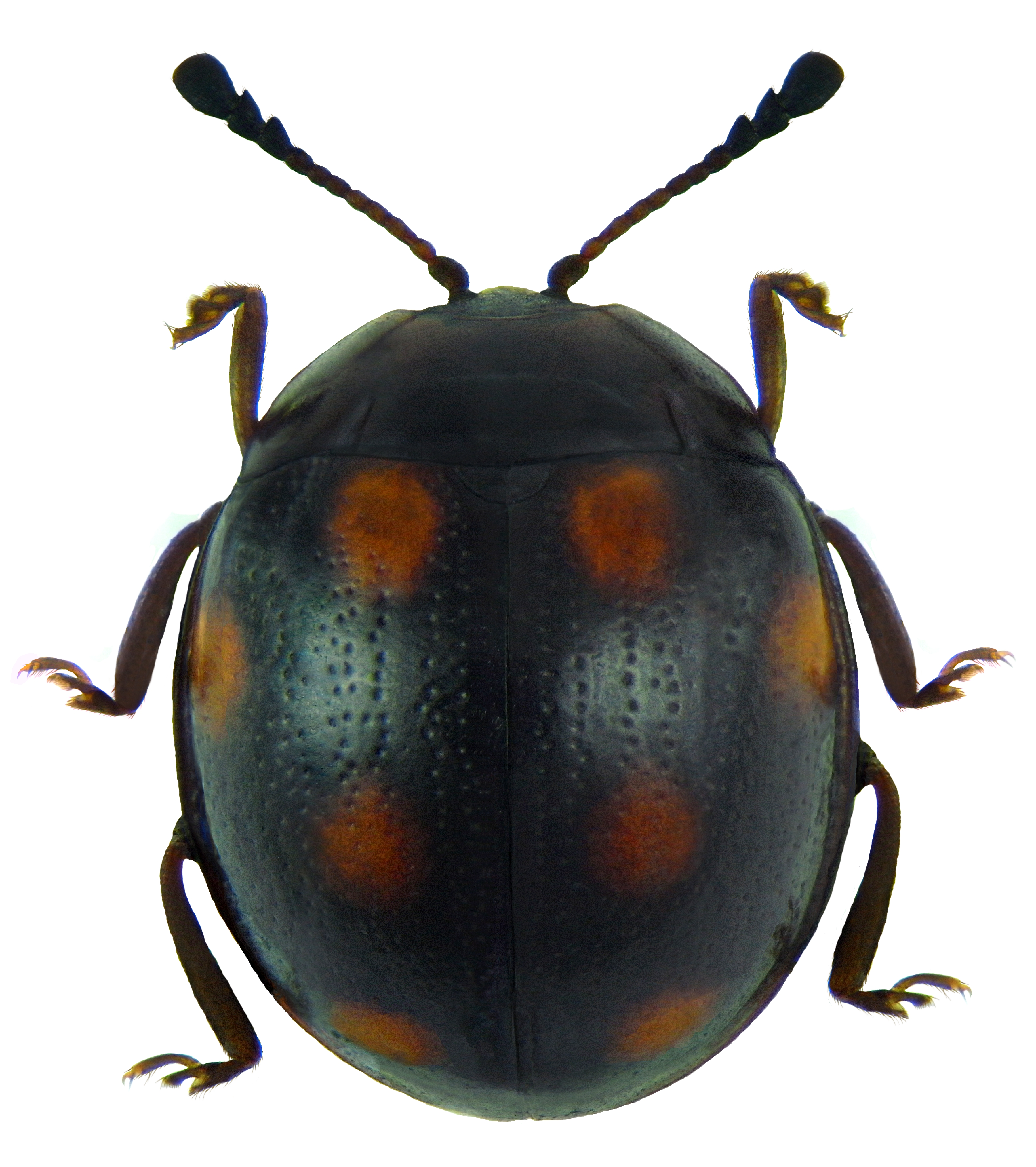
Beccariola wallacei

Lycoperdininae – podrodzina chrząszczy z rodziny wygłodkowatych.

## Opis

### Owad dorosły
Chrząszcze te mają częściowo cofniętą w głąb poprzecznego przedtułowia, pozbawioną rowków czułkowych głowę o widocznych od góry panewkach czułkowych, prostym i wyraźnym szwie epistomalnym, płaskim i najszerszym u nasady nadustku, siateczkowato mikrorzeźbionej potylicy. Szwy gularne są nieobecne, niewyraźne lub pośrodku złączone, rzadko dobrze wykształcone i odseparowane. Szerokie żuwaczki mają dużą, silnie zesklerotyzowaną i pokrytą poprzecznymi listewkami molę, dość wąską, błoniastą i oszczeconą prostekę oraz niewielką, błoniastą i również oszczeconą submolę. Głaszczki szczękowe są czteroczłonowe, zaś wargowe zwykle trójczłonowe, ale rzadko dwa początkowe ich człony są ze sobą zlane. W szkielecie wewnętrznym głowy przednie ramiona tentorium zlewają się pośrodku, a ku przodowi szeroko rozbiegają.
Przedplecze ma przednią krawędź zaopatrzoną w błonę strydulacyjną i zwykle obrzeżoną, brzegi boczne prawie zawsze obrzeżone, przednie kąty najczęściej ostre i wystające, a kąty tylne proste do nieco ostrych. Powierzchnię przedplecza charakteryzuje co najmniej trochę wypukły dysk, jak i prawie zawsze dobrze rozwinięte bruzdy boczne i bruzda nasadowa. Tarczka jest niewielkich rozmiarów. Pokrywy są wypukłe, najczęściej nieregularnie punktowane, zwykle najszersze w nasadowej ⅓ lub ½ długości. Tylne skrzydła mają wykształcone płaty analne. Odnóża wszystkich par mają czteroczłonowe stopy, wyglądające na trzyczłonowe wskutek redukcji członu trzeciego. Budowa odnóży samców często wykazuje dymorfizm płciowy.
Odwłok ma 5, czasem 6 widocznych sternitów (wentrytów), z których pierwszy jest najdłuższy. Samiec ma zwykle wcięty pośrodku szczytu ósmy sternit odwłoka, zwykle umieszczony nasadowo i zredukowany tegmen oraz silnie zesklerotyzowany, zwykle tęgi i co najmniej trochę zakrzywiony edeagus, często z odgałęzieniami wierzchołkowymi na płacie środkowym. Narządy rozrodcze samicy cechuje błoniasty zbiornik nasienny i pokładełko prawie zawsze zlane z koksytami.

### Larwa
Ciało larwy jest owalne, spłaszczone grzbietobrzusznie do grzbietowo umiarkowanie wypukłego, zaopatrzone w wyrostki na tergitach i pleurytach, z wierzchu dobrze zesklerotyzowane i zwykle jasnobrązowe, od spodu zesklerotyzowane słabiej i jaśniejsze, po stronie grzbietowej zaopatrzone w guzki, na których osadzone są proste lub postrzępione szczecinki. Co najmniej częściowo widoczna od góry, prawie zawsze hipognatyczna głowa ma trójczłonowe czułki, cztery pary półkulistych oczu prostych, prawie błoniasty nadustek, wolną wargę górną, trójczłonowe głaszczki szczękowe, dwu-, rzadziej jednoczłonowe głaszczki wargowe oraz duże, zwykle trójkątne żuwaczki, najczęściej o dużych, ciemnobrązowych molach. Odnóża są zwykle długie i smukłe, o prosto zbudowanych pazurkach zaopatrzonych w pojedyncze, długie szczecinki.

## Rozprzestrzenienie
Takson kosmopolityczny. W Polsce reprezentowany jest przez 4 gatunki: Dapsa denticollis,  Lycoperdina bovistae, L. succincta i niepokazka (zobacz też: wygłodkowate Polski).

## Taksonomia
Jako pierwszego autora tego taksonu wymienia się Bromheada lub Redtenbachera. Dawniej klasyfikowany był także jako osobna rodzina (Eumorphidae) oraz jako plemię (Eumorphini). Współcześnie umieszczany jest w randze podrodziny Lycoperdininae w obrębie wygłodkowatych, a jego monofiletyzm jest dobrze wsparty.
Należą tu rodzaje:

- Achuarmychus Tomaszewska & Leschen, 2004
- Acinaces Gerstäcker, 1858
- Amphisternus Germar, 1843
- Amphistethus Strohecker, 1964
- Ancylopus Costa, 1854
- Aphorista Gorham, 1873
- Archipines Strohecker, 1953
- Avencymon Strohecker, 1971
- Beccariola Arrow, 1943
- Brachytrycherus Arrow, 1920
- Cacodaemon Thomson, 1857
- Callimodapsa Strohecker, 1974
- Chetryrus Villiers, 1953
- Corynomalus Chevrolat in Dejean, 1836
- Cymbachus Gerstaecker, 1857
- Cymones Gorham, 1866
- Dapsa Latreille in Cuvier, 1829
- Daulis Erichson, 1842
- Daulotypus Lea, 1922
- Dryadites Frivaldszky, 1883
- Encymon Gerstaecker, 1857
- Eumorphus Weber, 1801
- Gerstaeckerus Tomaszewska, 2005
- Haploscelis Blanchard, 1845
- Hylaia Guérin-Ménéville, 1857
- Indalmus Gerstaecker, 1858
- Lycoperdina Latreille, 1807 – purchawkowiec
- Malindus Villiers, 1953
- Microtrycherus Pic, 1937
- Mycetina Mulsant, 1846
- Ohtaius Chűjô, 1938
- Parindalmus Achard, 1922
- Platindalmus Strohecker, 1979
- Polymus Mulsant, 1846
- Pseudindalmus Arrow, 1920
- Sinocymbachus Strohecker & Chűjô, 1970
- Spathomeles Gerstaecker, 1857
- Stictomela Gorham, 1886
- Stroheckeria Tomaszewska, 2006
- Trycherus Gerstaecker, 1857